# Produktmått
Produktmått är inom matematiken en typ av mått som är en produkt av andra mått.

## Produkt-sigma-algebra
Låt {\displaystyle (X_{i},{\mathcal {F}}_{i})}, {\displaystyle i\in I\,}, vara en familj av mätbara rum. Indexmängden {\displaystyle I\,} kan vara en godtycklig mängd - även ouppräknelig. Låt X vara en cartesisk produkt av mängderna {\displaystyle X_{i}\,}, dvs
{\displaystyle X:=\prod _{i\in I}X_{i}=\{(x_{i})_{i\in I}:x_{i}\in X_{i},\ i\in I\}.\,}
En mängd {\displaystyle A\subset X\,} är en kon om det finns en ändlig mängd {\displaystyle K_{A}\subset I\,} och mängder {\displaystyle A_{k}\subset X_{k}\,}, {\displaystyle k\in K_{A}\,}, så att
{\displaystyle A=\{(x_{i})_{i\in I}\in X:x_{k}\in A_{k},\ k\in K_{A}\}.}
Med andra ord är konen en produkt: 
{\displaystyle A=\prod _{i\in I}Y_{i}}
där
{\displaystyle Y_{i}:={\begin{cases}A_{i},&i\in K_{A},\\X_{i},&i\notin K_{A}.\end{cases}}}
d.v.s. bara ett ändlig antal av {\displaystyle Y_{i}\,} är icke-{\displaystyle X_{i}\,}.
En kon {\displaystyle A=\{(x_{i})_{i\in I}\in X:x_{k}\in A_{k},\ k\in K_{A}\}} är en  mätbar kon om
{\displaystyle A_{k}\in {\mathcal {F}}_{k}\,}
för alla {\displaystyle k\in K_{A}\,}.
Låt {\displaystyle {\mathcal {K}}\,} vara en familj av alla mätbara koner.
En produkt-sigma-algebra, {\displaystyle {\mathcal {F}}}, är en sigma-algebra genererad av alla mätbara koner. Mer precist, en produkt-sigma-algebra är
{\displaystyle {\mathcal {F}}:=\prod _{i\in I}{\mathcal {F}}_{i}=\sigma ({\mathcal {K}}).}
Detta innebär att produkt-sigma-algebran är den minsta av de sigma-algebror som har alla mätbara koner som en del av sig.
När {\displaystyle I=\{1,2,...,k\}\,} är en ändlig mängd betecknas ofta produkt sigma-algebran
{\displaystyle {\mathcal {F}}_{1}\otimes {\mathcal {F}}_{2}\otimes ...\otimes {\mathcal {F}}_{k}.}

## Produktmått
Man definierar produktmåttet med hjälp av mätbara koner. 
Låt {\displaystyle (X_{i},{\mathcal {F}}_{i},\mu _{i})}, {\displaystyle i\in I\,}, vara en familj av sigma-ändliga måttrum. Man behöver sigma-ändlighet här eftersom produktmåttet inte är unikt med icke-sigma-ändliga måttrum.
För en kon
{\displaystyle A=\{(x_{i})_{i\in I}\in X:x_{k}\in A_{k},\ k\in K_{A}\}.}
definiera ett "mått"
{\displaystyle \tau (A):=\prod _{k\in K_{A}}\mu _{k}(A_{k}).\,}
Den här funktionen {\displaystyle \tau :{\mathcal {K}}\rightarrow [0,\infty ]\,} är sigma-additiv och {\displaystyle \tau (\varnothing )=0\,}. Tyvärr är det inte ett mått eftersom mätbara koner {\displaystyle {\mathcal {K}}\,} inte bildar en sigma-algebra.
Å andra sidan det går att visa att {\displaystyle {\mathcal {K}}\,} bildar en algebra, dvs
- {\displaystyle X\in {\mathcal {K}},\,}
- {\displaystyle A\in {\mathcal {K}}\Rightarrow X\setminus A\in {\mathcal {K}}\,} och
- {\displaystyle A,B\in {\mathcal {K}}\Rightarrow A\cup B\in {\mathcal {K}}\,}.

Dessutom är produkt sigma-algebran genererad av en algebra {\displaystyle {\mathcal {K}}\,}. Därför, med Carathéodorys utvidgningsats, innebär detta att det finns en unik utvidgning, {\displaystyle \mu :{\mathcal {F}}\rightarrow [0,\infty ]\,}, för funktionen {\displaystyle \tau \,} som är ett mått, som kallas produktmåttet. Det är ofta betecknat
{\displaystyle \mu :=\prod _{i\in I}\mu _{i},}
så att en trippel
{\displaystyle (X,{\mathcal {F}},\mu )=\left(\ \prod _{i\in I}X_{i}\ ,\ \prod _{i\in I}{\mathcal {F}}_{i}\ ,\ \prod _{i\in I}\mu _{i}\ \right)}
är ett måttrum.
När {\displaystyle I=\{1,2,...,k\}\,} är en ändlig mängd går det ofta att beteckna produktmåttet
{\displaystyle \mu _{1}\times \mu _{2}\times ...\times \mu _{k}.}

## Exempel
Lebesguemåttet i {\displaystyle \mathbb {R} ^{n}}, när {\displaystyle n\geq 2\,}, är inte ett produktmått. Intuitionen sägar att
{\displaystyle {\mathcal {L}}_{n}={\mathcal {L}}_{1}\times ...\times {\mathcal {L}}_{1}}
men det är inte så för alla Lebesguemätbara mängder. Till exempel låt {\displaystyle n=2\,} och {\displaystyle N\subset \mathbb {R} } vara en icke-Lebesguemätbar mängd. Så att mängden
{\displaystyle A:=\{0\}\times N}
är {\displaystyle {\mathcal {L}}_{2}}-mätbar eftersom
{\displaystyle {\mathcal {L}}_{2}(A)=0\,}.
Å andra sidan det är icke {\displaystyle {\mathcal {L}}_{1}\times {\mathcal {L}}_{1}}-mätbar eftersom
{\displaystyle A\notin [{\mbox{Leb}}\,\mathbb {R} ]\otimes [{\mbox{Leb}}\,\mathbb {R} ]} .
Så att
{\displaystyle {\mathcal {L}}_{2}\neq {\mathcal {L}}_{1}\times {\mathcal {L}}_{1}.}
Å andra sidan är Lebesguemåttet produktmåttet när man bara använder Borelmängder. Det går att visa att
{\displaystyle {\mbox{Bor}}\,\mathbb {R} ^{n}=[{\mbox{Bor}}\,\mathbb {R} ]\otimes [{\mbox{Bor}}\,\mathbb {R} ]\otimes ...\otimes [{\mbox{Bor}}\,\mathbb {R} ],}
och för alla {\displaystyle [{\mbox{Bor}}\,\mathbb {R} ]}-mätbara koner {\displaystyle A\subset \mathbb {R} ^{n}}
{\displaystyle {\mathcal {L}}_{n}(A)=({\mathcal {L}}_{1}\times {\mathcal {L}}_{1}\times ...\times {\mathcal {L}}_{1})(A)}.
Så att
{\displaystyle {\mathcal {L}}_{n}|{\mbox{Bor}}\,\mathbb {R} ^{n}=[{\mathcal {L}}_{1}|{\mbox{Bor}}\,\mathbb {R} ]\times [{\mathcal {L}}_{1}|{\mbox{Bor}}\,\mathbb {R} ]\times ...\times [{\mathcal {L}}_{1}|{\mbox{Bor}}\,\mathbb {R} ],}
eftersom produktmåttet är en unik utvidgning.

## Fubinis sats
En viktig tillämpning för produktmåttet är Fubinis sats. Det sägar att man kan ändra integrerordningen. Låt {\displaystyle (X,{\mathcal {F}},\mu )} och {\displaystyle (Y,{\mathcal {G}},\nu )} vara sigma-ändliga måttrum och {\displaystyle \mu \times \nu \,} vara produktmåttet.
Fubinis sats säger att om {\displaystyle f:X\times Y\rightarrow {\overline {\mathbb {R} }}} är integrerbar med avseende på produktmåttet {\displaystyle \mu \times \nu \,}, dvs
{\displaystyle \int |f|\,d(\mu \times \nu )<\infty ,}
så är
{\displaystyle \int f\,d(\mu \times \nu )=\iint f(x,y)\,d\mu (x)\,d\nu (y)=\iint f(x,y)\,d\nu (y)\,d\mu (x).}